# Katolicyzm społeczny
Katolicyzm społeczny – pojawił się w XIX wieku jako wyraz troski Kościoła o grupy społeczne znajdujące się w trudnych warunkach materialnych. Znajduje on swój wyraz zarówno w encyklikach papieskich, jak i pismach uczonych katolickich - tj. ekonomista belgijski Ch. Perina, czy socjolog francuski F. Le Play. Z inspiracji katolicyzmu społecznego powstały stowarzyszenia katolickie, stawiające sobie za cel pomoc żyjącym w trudnych warunkach grupom społecznym, np. Związek Robotników pod wezwaniem św. Pawła, Dzieło Kół Pracowników Katolickich, czy też Liga Demokratyczna Belgii.